# Графрат
Графрат (нім. Grafrath) — громада в Німеччині, розташована в землі Баварія. Підпорядковується адміністративному округу Верхня Баварія. Входить до складу району Фюрстенфельдбрук. Центр об'єднання громад Графрат.
Площа — 14,43 км2. Населення становить 3941 ос. (станом на 31 грудня 2020).